# Something He Can Feel
Something He Can Feel è una canzone soul scritta e prodotta da Curtis Mayfield nel 1976, per la colonna sonora del film Sparkle, in cui veniva interpretata dalla protagonista, interpretata da Lonette McKee e con i cori di Irene Cara e Dwan Smith.
Nello stesso anno la canzone fu anche registrata da Aretha Franklin, fu pubblicata come singolo estratto dall'album Sparkle e raggiunse la vetta della classifica Hot Black Singles. 
Nel 1988 Afrika Bambaataa ha registrato una cover di "Something He Can Feel", nell'album The Light, in collaborazione con Boy George che su questo brano costituisce la voce principale. Nel 1992 il gruppo femminile En Vogue pubblicò con successo una cover del brano, che conquistò la prima posizione della stessa classifica ed entrò nella top10 della classifica statunitense.

## Tracce
1. Something He Can Feel
2. Loving You Baby

## Classifiche
| Classifica (1976)                | Posizione più alta |
| -------------------------------- | ------------------ |
| U.S. Billboard Hot 100           | 28                 |
| U.S. Billboard Hot Black Singles | 1                  |

## Versione delle En Vogue
La cover del brano realizzata dalle En Vogue, pubblicata come Giving Him Something He Can Feel, fu registrata per il secondo album del gruppo, Funky Divas, e prodotta da Denzil Foster e Thomas McElroy. La versione delle En Vogue fu pubblicata nel 1992 come secondo singolo estratto dall'album ed ebbe un grande successo, perfino superiore all'originale: il brano ha raggiunto la prima posizione della classifica R&B statunitense ed è entrato nella top10 statunitense, e inoltre ha ottenuto la certificazione di disco d'oro dalla RIAA grazie a oltre 500 000 copie vendute negli Stati Uniti.

### Video
Il videoclip della versione delle En Vogue è ambientato in un club musicale che ricalca lo stile dei locali notturni degli anni cinquanta -sessanta. Il pubblico, esclusivamente maschile, veste abiti dell'epoca e le En Vogue sono fasciate in attillati abiti da sera rossi. Inoltre indossano guanti neri, un bracciale di brillanti, scarpe nere a tacchi alti e presentano trucco e parrucco che rimanda allo stile di quegli anni. L'esibizione del gruppo è un omaggio ai gruppi femminili soul e R&B come The Supremes. La regia del video si concentra su molti dettagli, come il trucco delle cantanti prima di entrare in scena, champagne e ghiaccio versato nei bicchieri e scarpe eleganti che scendono dalle limousine.

### Ricezione
Il brano ha raggiunto la prima posizione della classifica R&B americana il 1º agosto 1992, dove è rimasto una settimana, diventando il quinto singolo numero 1 del gruppo nella suddetta classifica.
Il singolo è stato il quinto del gruppo a entrare nella Hot 100 di Billboard, e il terzo a entrare nella top10 della stessa classifica. Il pezzo è entrato nella top10 americana durante la settimana del 1º agosto 1992 al numero 9, per poi arrivare alla sesta posizione il 12 settembre. Il singolo ha passato ventiquattro settimane in classifica.
In Nuova Zelanda il brano è diventato il singolo delle En Vogue che ha raggiunto la posizione più alta in classifica: entrato in classifica al numero 34, il singolo ha poi raggiunto la posizione numero 2 il 27 settembre 1992, dove è rimasto per due settimane consecutive, mentre ha passato tredici settimane nella top40.

### Classifiche
| Classifica (1992)                    | Posizione più alta |
| ------------------------------------ | ------------------ |
| Nuova Zelanda                        | 2                  |
| Olanda                               | 45                 |
| U.S. Billboard Hot 100               | 6                  |
| U.S. Billboard Hot R&B/Hip-Hop Songs | 1                  |